# Posse (kommun)
Posse är en kommun i Brasilien.   Den ligger i delstaten Goiás, i den sydöstra delen av landet, 230 km nordost om huvudstaden Brasília. Antalet invånare är 31 417.
Följande samhällen finns i Posse:
- Posse

Omgivningarna runt Posse är huvudsakligen savann. Runt Posse är det glesbefolkat, med 13 invånare per kvadratkilometer.